# Боевая коробка
1. Ведущий элемент
2. Верхний элемент
3. Нижний элемент
4. Нижайший элемент

Строй звена из 12 самолётов B-17, разработанный в октябре 1943 года. Три таких звена составляли коробку группы из 36 самолётов.

Боева́я коро́бка (англ. combat box) — боевой порядок, использовавшийся тяжёлыми стратегическими бомбардировщиками Военно-воздушных сил армии США в ходе Второй мировой войны.
Боевая коробка называлась также «эшелонированным построением» (англ. staggered formation). Его оборонное значение состояло в концентрировании огневого воздействия пулемётных точек бомбардировщиков при сохранении в то же время одновременности воздействия сброшенных бомб на цель.
Изначально боевые порядки разрабатывались на основании довоенных доктрин воздушного корпуса, согласно которым массированные соединения бомбардировщиков могут атаковывать и уничтожать цели при свете дня, пользуясь перекрёстным огнём своих оборонительных пулемётов — практически исключительно Browning M2 калибра .50. Тем не менее бомбардировка с больших высот потребовала более компактного шаблона сброса бомб, и применение «боевой коробки» продолжалось даже после появления истребительного прикрытия — особенно начиная с боевых действий весны 1944 года в Европе, когда истребители армейских ВВС летели впереди боевой коробки, «зачищая» путь от истребителей люфтваффе, — что практически исключало угрозу перехвата бомбардировщиков.
Идея создания концепции приписывается полковнику Кёртису Лемею, командиру 305-й бомбардировочной группы в Англии.
Однако 8-я воздушная армия экспериментировала с различными боевыми построениями с первого бомбардировочного вылета 17 августа 1942; несколько из них также именовались «коробками». Группа Лемея создала «боевую коробку Джавелин» в декабре 1942 года, и это построение легло в основу многочисленных последующих вариантов боевых коробок.
Практика именования концентрированных строёв «коробками» была результатом изображения построений на видах сверху, снизу и сбоку, при этом каждый бомбардировщик располагался в пределах воображаемого параллелепипеда («коробки»).

## Эволюция боевых построений 8-й воздушной армии

### Эксперименты 1942 года

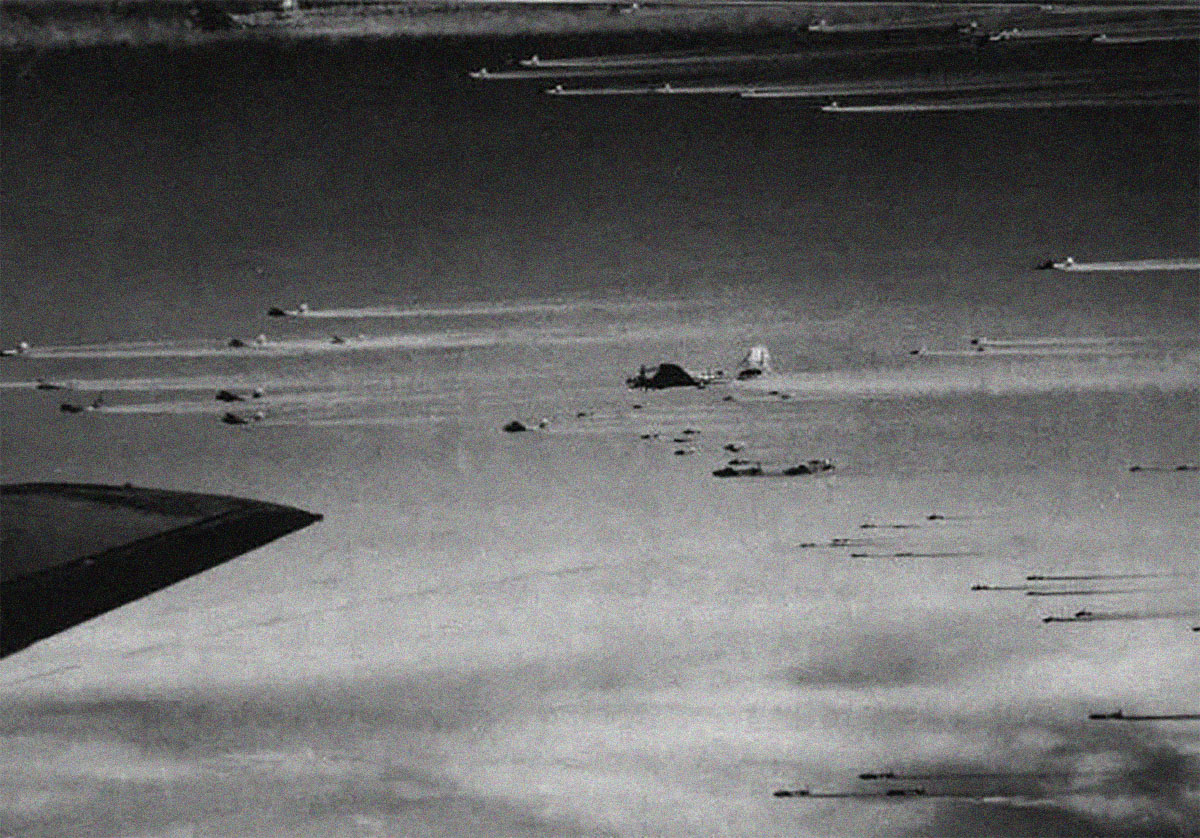
Боевые коробки B-17 3-го бомбардировочного дивизиона

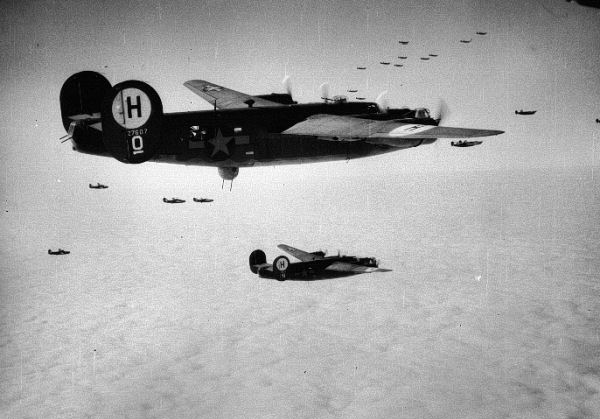
B-24 446-й бомбардировочной группы в строю боевой коробки

Первые десять вылетов 8-й воздушной армии в августе 1942 года из Англии были неглубокими проникновениями во Францию, мощно поддерживаемыми эскортами истребителей «Спитфайр» Королевских ВВС Великобритании.
«Летающие крепости» B-17 шли эскадрильями по шесть самолётов с интервалом в две-четыре миль, во избежание столкновений в воздухе по причине неопытности экипажей. Хотя эскадрильи не могли оказывать друг другу поддержку, преимущество небольших групп заключалось в простоте и лёгкости управления ими. Бомбардировщики эскадрильи располагались трёхуровневой «этажеркой» высотой 150 футов (46 м), и не поддерживали друг друга, за исключением ведущей пары.
По мере того, как в налётах стало принимать участие всё больше бомбардировщиков, которые проникали на территорию противника всё глубже и встречали всё более сильное сопротивление, у командования росло понимание необходимости в более компактном строе, и произошёл возврат к клинообразному трёхсамолётному строю, являвшемуся стандартом до войны. Эскадрильи состояли из трёх таких клиньев, летящих на одной высоте; в строю группы шло две эскадрильи, одна из которых летела с отставанием, выше и правее. Строй в целом имел 600 футов (180 м) в высоту, 500 футов (150 м) в глубину и 2500 футов (760 м) в ширину. Он показал себя сложным в маневрировании, как и альтернативный вариант из 36 самолётов, и ограничивал возможности ведения огня многим из турельных пулемётчиков.
Две исходных тяжёлых бомбардировочных группы 8-й воздушной армии были переведены в Северную Африку и в октябре-ноябре замещены четырьмя новыми группами B-17 (306-й, 91-й, 303-й и 305-й), и двумя группами B-24 Liberator (44-й и 93-й), каждая из которых проводила свои эксперименты с боевыми построениями. Их ранние вылеты были омрачены рядом отказов материальной части, заставлявших группу преждевременно возвращаться на базу, что отрицательно сказалось на разработке эффективных боевых порядков.
С ноября 1942 года и до конца войны применялись различные варианты боевых коробок, призванные соответствовать изменяющимся условиям — в частности, изменившейся немецкой тактике, которая стала использовать лобовые атаки на бомбардировщики, огневая мощь которых в передней полусфере была сравнительно низкой. 305-я бомбардировочная группа изобрела строй из 18 самолётов «Javelin Down», в котором самолёты располагались в элементе, а эскадрильи в группе вертикально по направлению от солнца. Это способствовало стрелкам расположенных выше самолётов видеть самолёты под ними, избегая ослепления солнцем. Спереди строй выглядел как ряд ступенек, а сверху и в профиль напоминал наконечник стрелы. В отличие от ранних боевых порядков, в которых ведущий летел ниже всех, теперь он располагался посреди строя по вертикали. 305-я успешно проверила такой строй на практике 6 декабря 1942 года в вылете на бомбёжку города Лилль, и он был незамедлительно принят на вооружение трёх остальных групп, вооружённых B-17.
Вскоре 305-я разработала более компактный ступенчатый строй, в котором самолёты в эскадрилье были построены «лесенкой» вниз в одном направлении, а сами эскадрильи — «лесенкой» вверх в противоположном направлении. К коробке из 18 самолётов было добавлено ещё одно звено из трёх самолётов, помещённое в наиболее уязвимую эскадрилью для дополнительной поддержки. Получившийся клинообразный строй из 21 самолёта был принят на вооружение всеми группами 13 января 1943 года и оставался стандартом до сентября 1943 года.

### Боевые коробки эскадрилий
Хотя строй боевой коробки был изначально разработан на основе боевой группы самолётов, он был в дальнейшем расширен и стал включать в себя построение из трёх боевых групп, летящих совместно в составе эскадрильи. Все такие построения были основаны на общей структуре, в которой ведущий бомбардировщик (или группа бомбардировщиков) летел в центре, а ведомые — по бокам и несколько позади, образуя клин; при этом один ведомый летел несколько ниже, а другой — несколько выше, тем самым обеспечивая возможность взаимной защиты.
Усовершенствованные боевые коробки продолжали использоваться, но группы стали располагаться в горизонтальную колонну, и разноситься по высоте, чтобы уменьшить их уязвимость для атак. Такое построение привело к отставанию замыкающих звеньев, что отрицательно повлияло как на взаимную защиту, так и на эффективность бомбардировок.
Коробка эскадрильи, строй из 54 самолётов (по большому счёту, три коробки из 18 самолётов каждая, расположенные по тому же принципу, что и коробки группы) возникли из-за необходимости концентрировать оборонительный огонь в случае атаки «в лоб». Строи располагались «этажеркой» — эскадрильи по направлению от солнца, а группы — в противоположном направлении, позволяя сделать коробку более компактной. Поскольку Восьмой воздушный флот до мая 1943 года имел всего четыре подразделения, укомплектованных B-17, формировались смешанные группы путём комбинирования эскадрилий из разных групп, либо добавлением четвёртой группы в коробку эскадрильи, тем самым делая её ромбовидной. В последнем случае эта группа летела позади основной эскадрильи, и оказывалась уязвимой для тактики лювтаффе, заключавшейся в атаке крайних элементов строя. Коробка эскадрилий часто растягивалась на 3000 футов (910 м) по вертикали, 7000 футов (2100 м) в глубину и 2000 футов (610 м) в ширину, и её было сложно поддерживать.

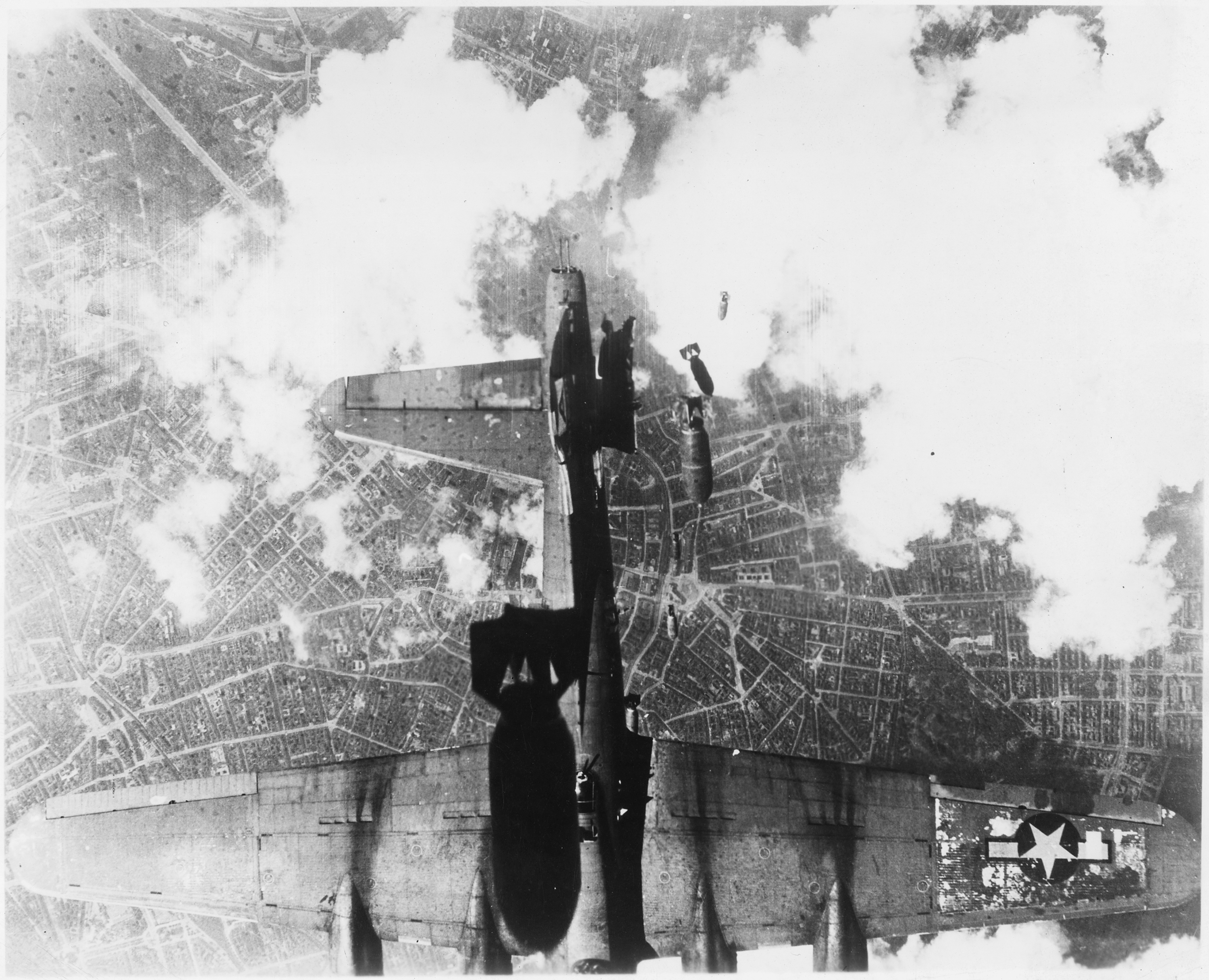
Берлин, 19 мая 1944: B-17 Miss Donna Mae II (331 бомбардировочное крыло 94 бомбардировочной группы) попадает под бомбы, сброшенные с вышелетящего самолёта. Ударом был отломан левый горизонтальный стабилизатор, самолёт вошёл в крутое пике и разбился.

### Варианты боевых коробок группы
В октябре 1943 года начала действия группа «Следопыт» (англ. Pathfinder), использовавшая радары для наведения на цель, что вызвало потребность в компактной группе из 36 самолётов для оптимизации бомбового воздействия в условиях неблагоприятной погоды. Этого достигли путём увеличения числа звеньев из трёх самолётов в строю эскадрильи с двух до четырёх, и расположения всех трёх самолётов звена на одном эшелоне для предотвращения столкновений. Автором этой ромбовидной боевой коробки из 12 самолётов был Лемей, назначенный командиром третьего бомбардировочного дивизиона; он предпочитал её прочим вариантам, и когда в августе 1944-го он принял командование
операцией «Маттерхорн» в Индии, это построение было принято как основное для налётов B-29. Его разновидность, использовавшая четыре эскадрильи по 9 самолётов в ромбовидном строю, позволила ещё сильнее уплотнить шаблон сброса бомб.
Коробки эскадрилий следовали друг за другом — истребителям сопровождения было легче защищать такое построение. Однако плотное следование 36 самолётов четырёх эскадрилий было сложно в поддержании и увеличивало вероятность поражения нижних самолётов бомбами, сброшенными с вышелетящих. Пересмотреный вариант строя из 36 самолётов, использовавшийся в случаях, когда цель наблюдалась визуально, упразднил самую нижнюю эскадрилью во избежание таких ситуаций. Хотя боевые коробки из 36 и 27 бомбардировщиков стали стандартом на протяжении большей части 1944 года, для B-24 8-й и 15-й воздушных армий была разработана ромбовидная боевая коробка из четырёх эскадрилий по 10 самолётов.
Зимой 1944-45 годов приоритетом стала минимизация потерь от зенитного огня. Коробка из 27 самолётов стала стандартом для B-17 на протяжении 1945 года, при этом бомбардировщики были разрежены по фронту во избежание поражения нескольких самолётов разрывом одного зенитного снаряда. В то же время ведомые летели с меньшим отставанием от ведущего; размеры коробки при этом составляли 750 футов (230 м) в высоту, 650 футов (200 м) в длину и 1170 футов (360 м) в ширину. Такой окончательный вариант строя предоставлял для зенитчиков незначительную по размерам цель, обеспечивал хорошее рассеивание бомб, а также был лёгок в поддержании и управлении им.

### Боевые коробки B-24
B-24 2-й авиационной дивизии, летать на которых строем на больших высотах было сложнее по причине ограниченного обзора из кабины, использовали вариант боевой коробки группы из 27 самолётов. Одно звено каждой эскадрильи (обычно — самое верхнее в ведущей средней и правой верхней эскадрильях, и самое нижнее в левой нижней эскадрилье) помещалось за пределы строя так, чтобы находиться вровень с замыкающим звеном. В результате получалось построение размером 2440 футов (740 м) по фронту и 700 футов (210 м) в высоту, но всего 320 футов (98 м) в глубину, что значительно сокращало время прохождения цели. 96-е бомбардировочное крыло дополнительно усовершенствовало построение в ходе своих налётов, сделав головную эскадрилью самой верхней; вторая эскадрилья шла строго за ней на 150 футов (46 м) ниже, а третья эскадрилья — на одном уровне со второй и ещё 150 футов (46 м) ниже. Такое построение привело к поразительно эффективным бомбардировкам в последние месяцы войны.

## Боевые построения15-й воздушной армии

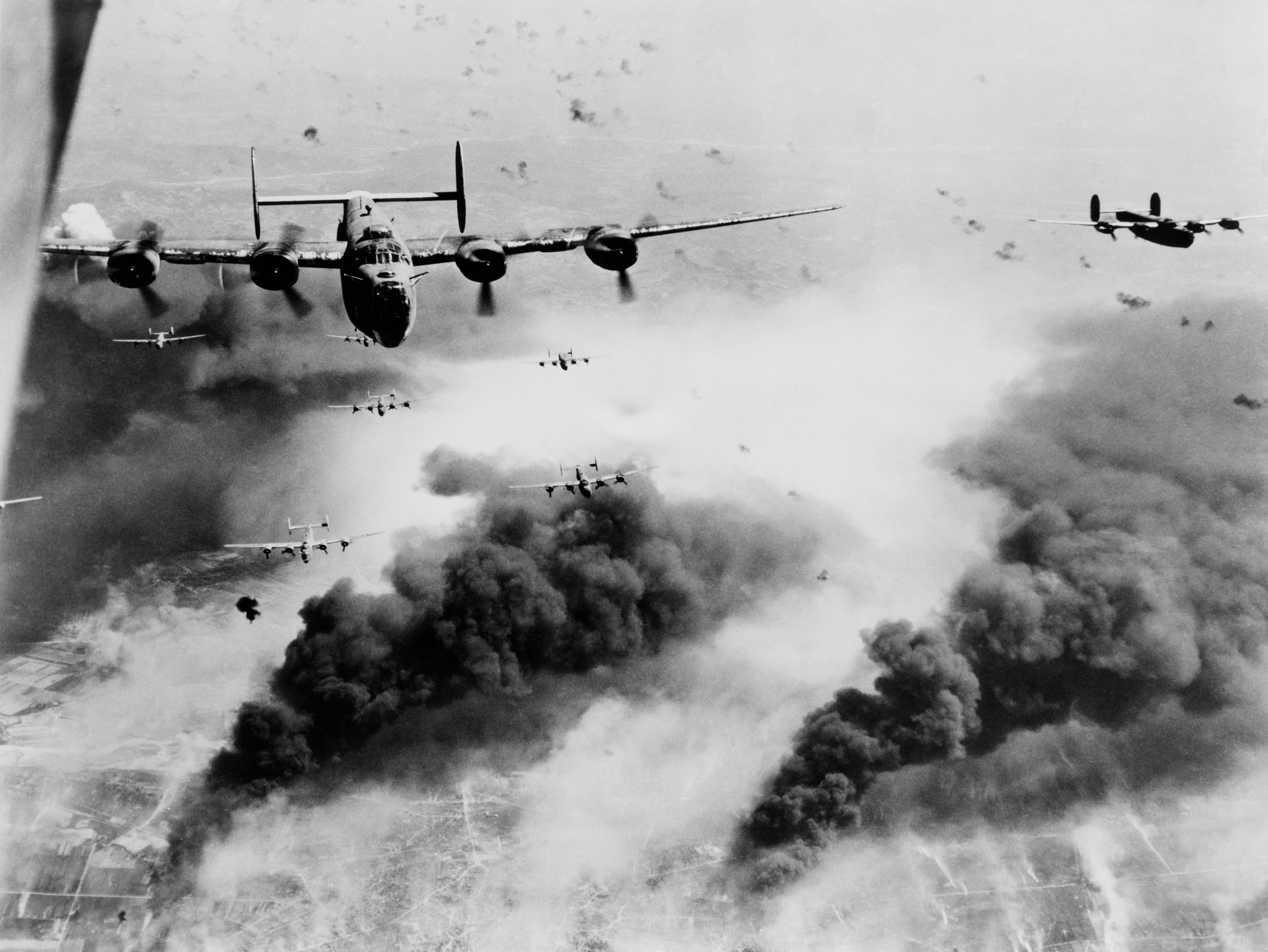
B-24D 15-й Воздушной армии летят сквозь разрывы зенитных снарядов после нанесения бомбового удара по нефтяному заводу Concordia Vega в румынском Плоешти (31 мая 1944).

15-я воздушная армия, состоящая из B-24, преимущественно летавших на высотах в 5000 футов (1500 м) — ниже, чем группы B-17 8-й воздушной армии, в период с декабря 1943 года по июль 1944 года использовала бо́льшие по размеру боевые коробки групп. «Строй шести коробок» включал сорок самолётов,
поделённые на две группы по двадцать B-24 каждая, следовавшие одна за другой; при этом каждая часть состояла из трёх коробок эскадрилий.
Ведущая эскадрилья (имуемая Able Box) первой группы представляла собой составной строй из шести самолётов, возглавляемый лидером группы; его заместитель летел сбоку от него. Остальные четыре самолёта принадлежали эскадрильям, приданным подразделению на данный вылет. Эти шесть бомбардировщиков делились на два звена из трёх построенных клином самолётов каждое; ведомое звено следовало позади и несколько ниже ведущего. Слева и справа от ведущей эскадрильи летело по семь бомбардировщиков: коробка Baker справа и коробка Charlie слева. Эти коробки тоже состояли из двух клиньев по три самолёта; позади одного из клиньев дополнительно пристраивался ешё один бомбардировщик — «Чарли-хвостовой». Эта позиция обычно доставалась наименее опытным экипажам: она была уязвимой для атак истребителей и настолько опасной, что нередко называлась «гробовым углом» или «углом Пурпурного Сердца». Вторая группа строя строилась аналогичным образом; её коробки имели позывные Dog, Easy и Fox. Каждая позиция внутри коробки имела свой номер — так, лидер группы летел на позиции Able 1, а «хвостовой Чарли» из крайней левой задней эскадрильи — на позиции Fox 7. Вторая грууппа летела на высоте примерно 500 футов (150 м) ниже первой.
Строй шести коробок в силу своей ширины не был компактным. Он оказался неудобным в управлении и был менее эффективным по точности бомбометания. Чтобы повысить её, Пятнадцатая воздушная армия летом 1944 года перешла к ромбовидным построениям, но это привело к росту потерь от зенитного огня. В этом построении количество коробок было сокращено с шести до четырёх; каждая из них включала три звена по три самолёта и «Чарли-хвостового». Как и в случае с построением из шести коробок, замыкающие шли «этажеркой» вниз от ведущего, «Чарли-хвостовой» последней коробки (Dog 10) по-прежнему нередко назывался «позицией Пурпурного Сердца». Строй из четырёх коробок было легче собрать; он обеспечивал более плотное бомбометание и концентрировало огонь для защиты от истребителей.